# Marilyn Miller

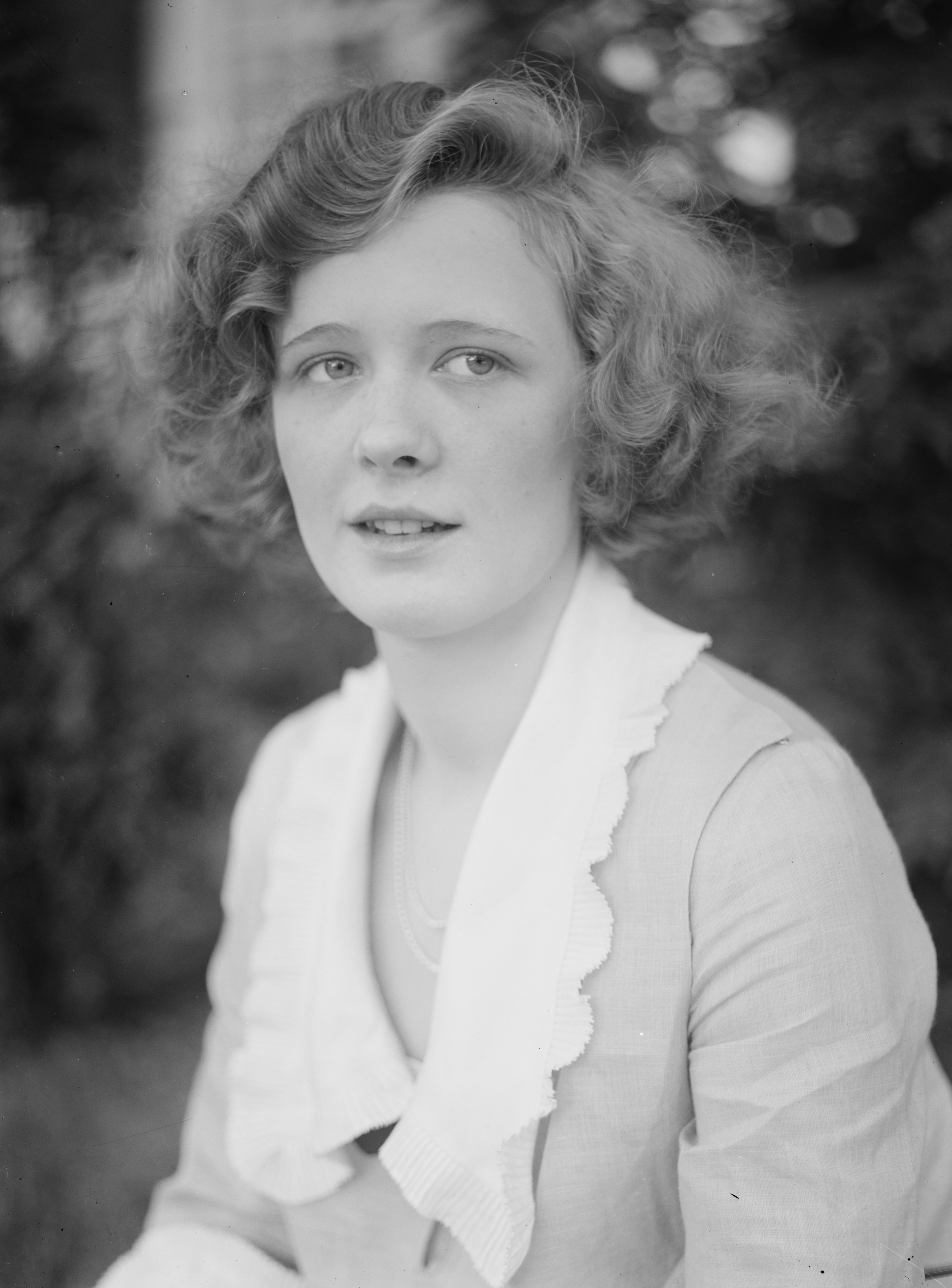
Marilyn Miller (1898–1936)

Marilyn Miller (* 1. September 1898 in Evansville, Indiana; † 7. April 1936 in New York City, bürgerlich Mary Ellen Reynolds) war in den 1920ern ein bekannter US-amerikanischer Musicalstar und eine Stepptänzerin.

## Leben
Erste Prominenz erlangte sie in der Florenz-Ziegfeld-Produktion Sally mit ihrer Darbietung des Lieds Look for the Silver Lining. Den größten Erfolg hatte Miller mit zahlreichen Auftritten am Broadway während der 1920er Jahre. Ihre Filmkarriere war jedoch nicht erfolgreich; sie wirkte nur in drei Filmen mit: in einer Bearbeitung von Sally (Cilly, 1929), in Sunny (1930) und Her Majesty, Love (1933).
Von 1922 bis 1927 war sie mit dem Schauspieler Jack Pickford verheiratet, einem Bruder der Filmdiva Mary Pickford.
Über lange Zeit hatte Marilyn Miller unter Kieferhöhlenvereiterung zu leiden; sie starb an Komplikationen bei einer Operation ihrer Nasenhöhlen 1936.
Marilyn Miller wurde auf dem Friedhof Woodlawn Cemetery in der Bronx begraben.

## Marilyn Miller im Film
1949 verfilmte David Butler die Lebensgeschichte von Marilyn Miller in dem Film Stern vom Broadway (Look for the Silver Lining) mit June Haver. Bereits drei Jahre zuvor wurde sie in einer Nebenrolle von Judy Garland im Musicalfilm Bis die Wolken vorüberzieh’n verkörpert.